# 12-Stunden-Rennen von Reims 1964

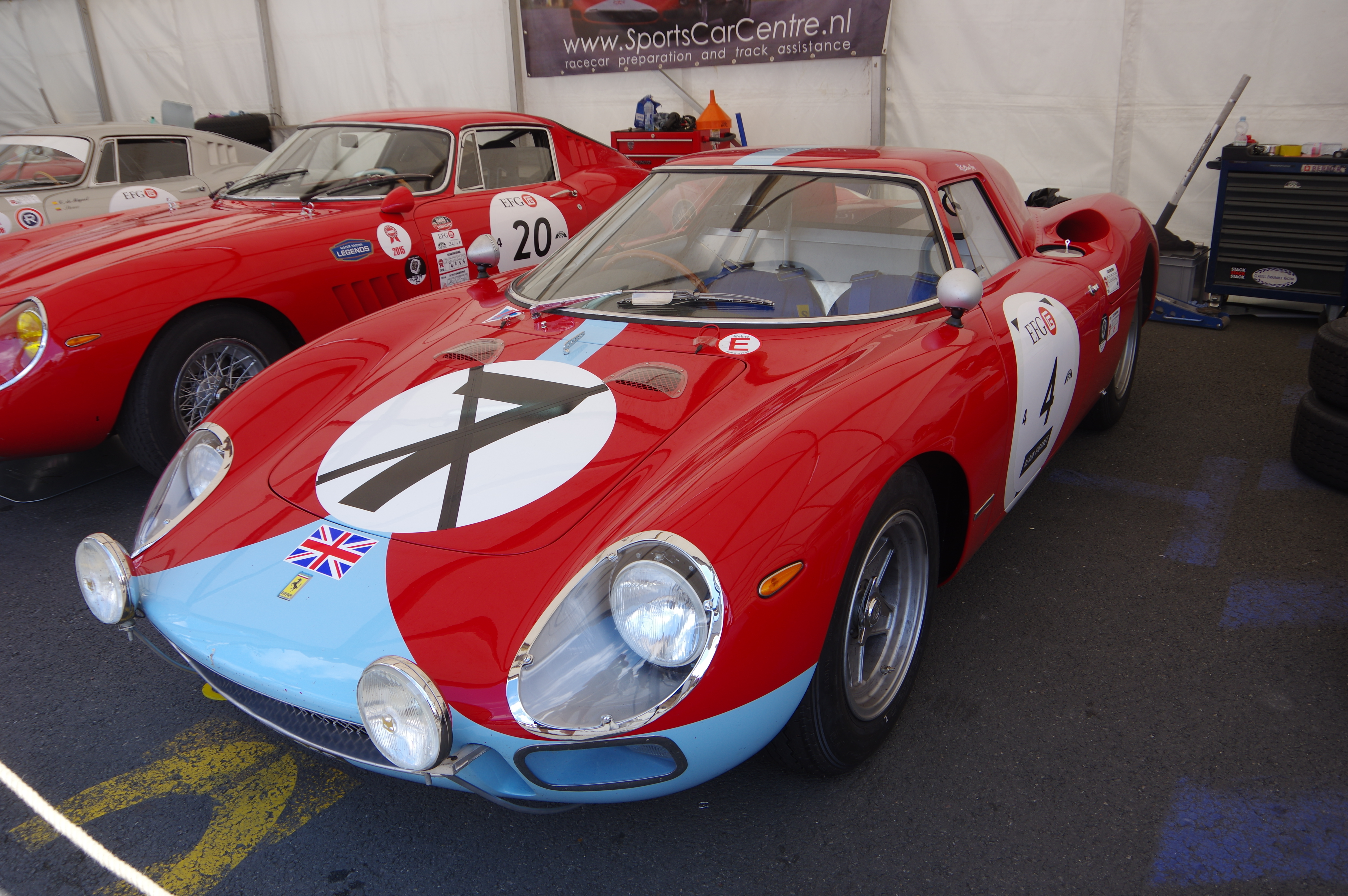
Ferrari 250LM mit der Startnummer 7; Siegerwagen von Graham Hill und Joakim Bonnier

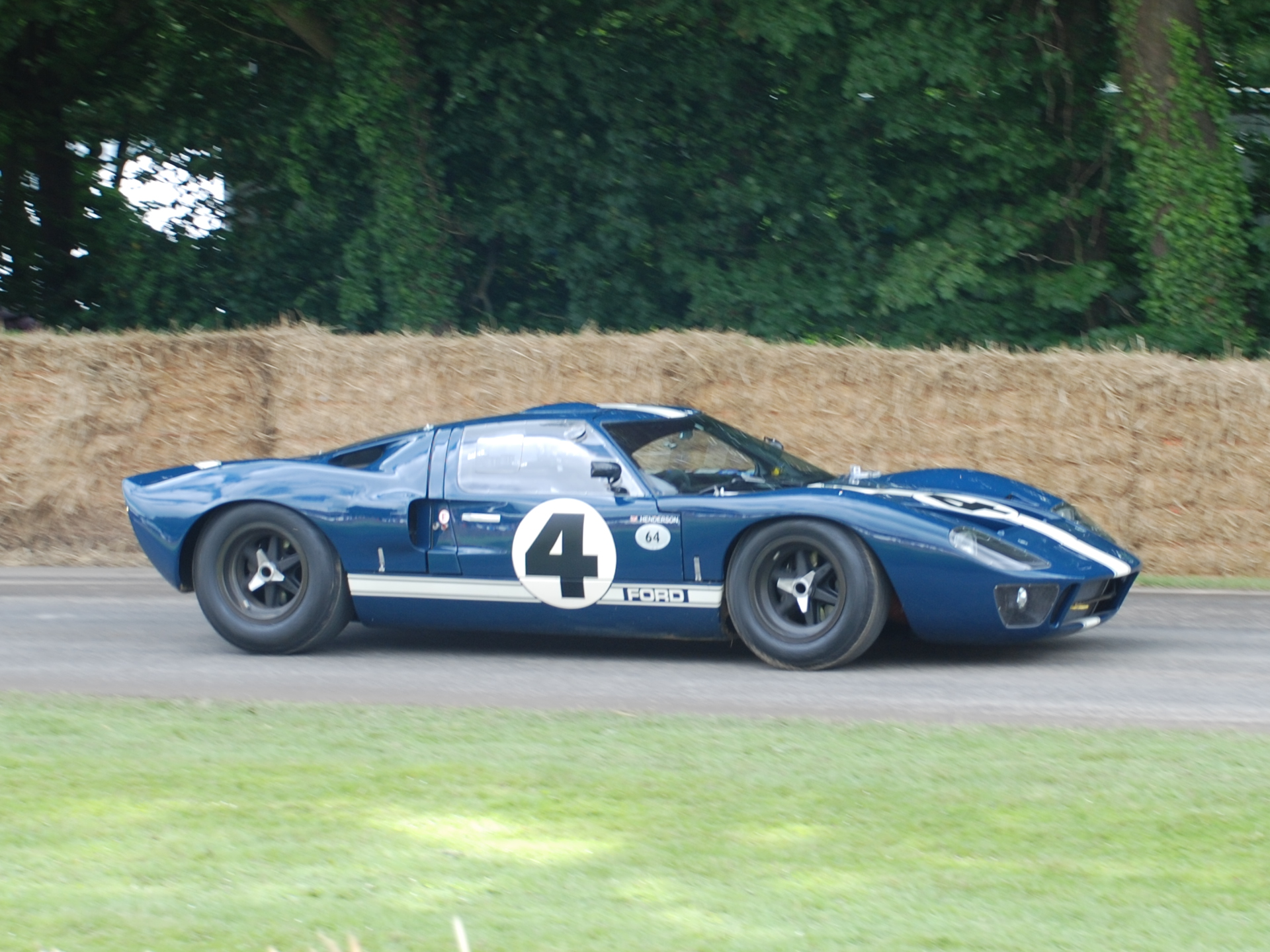
Ford GT40 mit der Startnummer 4 beim Goodwood Festival of Speed 2016; in Reims gefahren von Bruce McLaren und Phil Hill

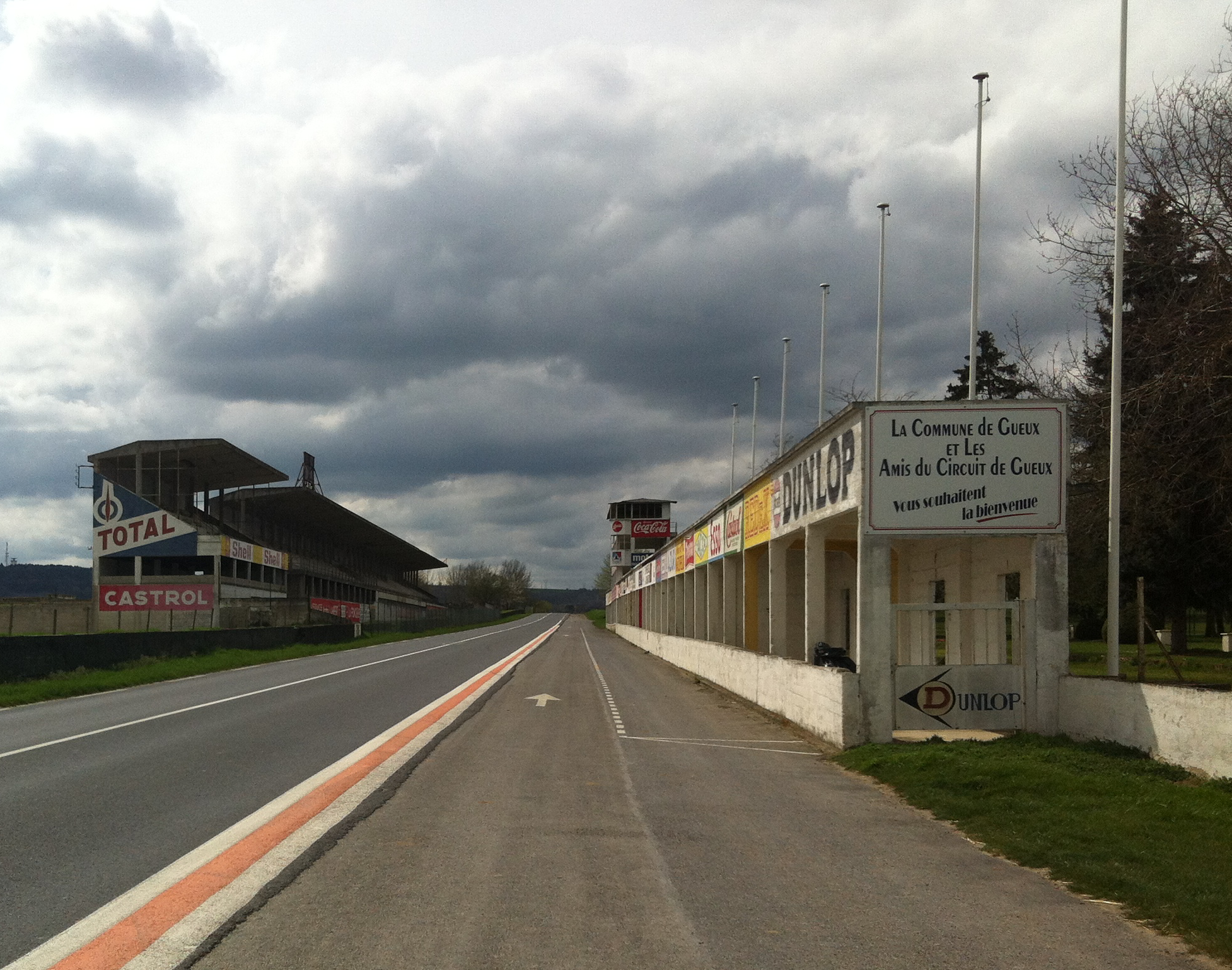
Die noch existierenden Boxenanlagen des Circuit de Reims-Gueux

Das sechste 12-Stunden-Rennen von Reims, auch Championnat du Monde des Constructeurs Trophée France-Amérique, Les 12 Heures Internationales de Reims, fand am 5. Juli 1964 auf der Rennstrecke von Reims statt und war der 10. Wertungslauf der Sportwagen-Weltmeisterschaft dieses Jahres.

## Vor dem Rennen
Auch 1964 war die Weltmeisterschaft in erster Linie ein GT-Championat. Wie in den Jahren davor wurden GT-, Sportwagen- und Bergrennen zu einer Meisterschaft zusammengefügt. Fünf Sportwagenrennen waren vor der Veranstaltung in Reims bereits ausgefahren. Die Saisoneröffnung, das 2000-km-Rennen von Daytona, gewannen Pedro Rodríguez und Phil Hill auf einem von North American Racing Team gemeldeten Ferrari 250 GTO/64. Auch das zweite Saisonrennen fand in den Vereinigten Staaten statt. Das 12-Stunden-Rennen von Sebring endete mit dem Sieg von Mike Parkes und Umberto Maglioli im Werks-Ferrari 275P.
Die Targa Florio wurde von den Porsche-Werkspiloten Antonio Pucci und Colin Davis gewonnen. Es folgten Siege von Ludovico Scarfiotti und Nino Vaccarella beim 1000-km-Rennen auf dem Nürburgring sowie von Jean Guichet und Vaccarella beim 24-Stunden-Rennen von Le Mans. Beide Erfolge wurden auf einem Werks-Ferrari 275P erzielt.

## Das Rennen
1964 trug die Formel 1 den Weltmeisterschaftslauf zum Großen Preis von Frankreich auf der Rennstrecke von Rouen-les-Essarts aus. Damit auf der Rennbahn in der Nähe von Reims ebenfalls ein internationales Rennen zur Austragung kam, aktivierte der A.C. de Champagne das 12-Stunden-Rennen. Zum bislang letzten Mal war das Rennen 1958 gefahren worden. Zwei Wochen nach dem Langstrecken-Klassiker in Le Mans konnte auch die Veranstaltung im Département Marne mit einem ausgezeichneten Starterfeld aufwarten, obwohl die Werksmannschaft von Ferrari aus Termingründen auf ein Antreten verzichtete.
Der Sportwagenhersteller aus Maranello war jedoch durch die britische Rennmannschaft Maranello Concessionaires und Luigi Chinettis North American Racing Team prominent vertreten. Maranello Concessionaires meldete einen fabrikneuen Ferrari 250LM mit 3,3-Liter-V12-Motor für Graham Hill und Joakim Bonnier und einen 250 GTO/64 für Mike Parkes und Ludovico Scarfiotti. Ein 250LM und zwei GTO kamen vom North American Racing Team. Fahrer: John Surtees, Lorenzo Bandini, Pedro Rodríguez, Nino Vaccarella, Bob Grossman und Skip Hudson.
Nach den Ausfällen der neuen Ford GT40 in Le Mans war es der Teamführung rund um John Wyer klar, dass die Rennwagen noch Entwicklungszeit benötigten, um voll konkurrenzfähig zu werden. Wyer meldete die drei in Le Mans eingesetzten Fahrgestelle auch in Reims. Die Fahrerbesatzungen waren wie dort Bruce McLaren/Phil Hill, Richie Ginther/Masten Gregory sowie Richard Attwood und Jo Schlesser. Jeweils drei Werkswagen brachten die Teamleitungen von Alpine und Automobiles René Bonnet an die Strecke.

### Der Rennverlauf
Die Einzigartigkeit des 12-Stunden-Rennens von Reims war der Start um Mitternacht. Das Losfahren in der Nacht, ohne nennenswerte künstliche Beleuchtung, wurde durch das Prozedere des Le-Mans-Stars noch verschärft. Die ersten Runden waren geprägt von einem Dreikampf der beiden Ferrari-Piloten Graham Hill und John Surtees mit dem Ford von Richie Ginther. Knapp eine Stunde lang, bei Durchschnittsgeschwindigkeiten weit über 200 km/h, überholten sie die drei Fahrer vor der Virage de Thillois regelmäßig gegenseitig. Bis 1 Uhr 25 in der Früh dauerte der Dreikampf, dann musste Ginther mit Problemen an der Kraftübertragung am Ford die Box ansteuern.
Um 6 Uhr, nachdem sie Sonne längst aufgegangen war, führte John Surtees mit einem Vorsprung von 56 Sekunden auf Joakim Bonnier, dem Teamkollegen von Graham Hill. Zu diesem Zeitpunkt war die drei Werks-GT40 und beiden Shelby Daytonas ausgefallen. Der durchaus spannende Rennverlauf in den unterschiedlichen Rennklassen, trat gegen das bis Rennschluss dauernde Duell der beiden Ferrari 250LM in den Hintergrund. Alle vier beteiligte Fahrer fuhren Rekordrunde auf Rekordrunde. Die Führung wechselte vor allem durch die unterschiedlichen Boxenstopp-Taktiken. Knapp vor 11 Uhr kam Surtees zum Nachtanken an Box. Dabei mussten jedoch auch die Belege an den Vorderbremsen gewechselt werden. Obwohl die N.A.R.T.-Mechaniker schnell arbeiteten, verlor das Team dabei zwei Minuten. Mit neuen Bremsbelegen schien Surtees das Unmögliche möglich machen zu können. Er holte in kurzer Zeit enorm viel Zeit auf Bonnier auf, teilweise war er fünf Sekunden pro Runde schneller als der Schwede. Als Bonnier eine halbe Stunde vor Rennende zum letzten Tankstopp an die Boxen kam und den Wagen wieder an Hill übergab, ging Surtees in Führung. Er hatte alle notwendigen Stopps absolviert und hätte ohne weiteres Anhalten das Rennen zu Ende fahren können. Mehr als eine Stunde hatte er den Ferrari am und teilweise über dem Limit bewegt und dabei die Fahrzeugtechnik extrem gefordert. Bei Surtees letztem Stopp wurde aus Zeitgründen auf einen Reifenwechsel verzichtet, das rächte sie jetzt. 10 Minuten vor Schluss kam er mit einem platten linken Vorderreifen an die Box. Als er auf die Strecke zurückkehrte, hatte er 1 ½ Runden Rückstand auf den Hill/Bonnier-Ferrari und das Rennen war entschieden.

## Ergebnisse

### Schlussklassement
| 1               | P + 3.0  | 7  | Maranello Concessionaires | Graham Hill Joakim Bonnier                    | Ferrari 250LM              | 296 |
| 2               | P + 3.0  | 8  | N.A.R.T.                  | John Surtees Lorenzo Bandini                  | Ferrari 250LM              | 295 |
| 3               | GT 3.0   | 25 | Maranello Concessionaires | Mike Parkes Ludovico Scarfiotti               | Ferrari 250 GTO/64         | 279 |
| 4               | GT 3.0   | 24 | David Piper Racing        | David Piper Tony Maggs                        | Ferrari 250 GTO            | 273 |
| 5               | GT 2.0   | 44 | Andrea Vianini            | Andrea Vianini Nasif Estéfano                 | Porsche 904 GTS            | 273 |
| 6               | GT 2.0   | 42 | Porsche System            | Gerhard Koch Gerhard Mitter                   | Porsche 904 GTS            | 271 |
| 7               | GT 2.0   | 39 | Racing Team Holland       | Ben Pon Rob Slotemaker                        | Porsche 904 GTS            | 270 |
| 8               | GT + 3.0 | 16 | Protheroe Cars            | Dick Protheroe John Coundley                  | Jaguar E-Type Lightweight  | 270 |
| 9               | GT 3.0   | 28 | Ecurie Francorchamps      | Lucien Bianchi Pierre Dumay                   | Ferrari 250 GTO/64         | 269 |
| 10              | GT 2.0   | 36 | Auguste Veuillet          | Robert Buchet Guy Ligier                      | Porsche 904 GTS            | 268 |
| 11              | GT 3.0   | 26 | N.A.R.T.                  | Pedro Rodríguez Nino Vaccarella               | Ferrari 250 GTO/64         | 264 |
| 12              | GT 2.0   | 38 | Scuderia Filipinetti      | Herbert Müller André Knörr                    | Porsche 904 GTS            | 262 |
| 13              | GT 2.0   | 37 | Auguste Veuillet          | Annie Soisbault Claude Dubois                 | Porsche 904 GTS            | 262 |
| 14              | GT + 3.0 | 17 | Peter Sutcliffe           | Peter Sutcliffe William Bradley               | Jaguar E-Type Lightweight  | 261 |
| 15              | GT 2.0   | 40 | Racing Team Holland       | Henk van Zalinge David van Lennep             | Porsche 904 GTS            | 260 |
| 16              | GT 2.0   | 43 | Jacques Dewez             | Jacques Dewez Jean Kerguen                    | Porsche 904 GTS            | 250 |
| 17              | GT 3.0   | 17 | Ulf Norinder              | Chris Amon Jackie Stewart                     | Ferrari 250 GTO            | 248 |
| 18              | P 1.3    | 51 | Automobiles Alpine        | Roger Delageneste Henry Morrogh               | Alpine M64                 | 241 |
| 19              | P 1.3    | 50 | Automobiles Alpine        | José Rosinski Henri Grandsire                 | Alpine M64                 | 239 |
| 20              | P 1.3    | 49 | Automobiles Alpine        | Mauro Bianchi Jean Vinatier                   | Alpine M64                 | 218 |
| Ausgefallen     |          |    |                           |                                               |                            |     |
| 21              | P 2.0    | 33 | Porsche System            | Edgar Barth Colin Davis                       | Porsche 904/8              | 52  |
| 22              | P + 3.0  | 2  | Bizzarrini                | Pierre Noblet Edgar Berney                    | Iso Grifo A3C              |     |
| 23              | P + 3.0  | 3  | John Simone               | Maurice Trintignant André Simon               | Maserati Tipo 151/3        |     |
| 24              | P + 3.0  | 4  | Ford Division             | Bruce McLaren Phil Hill                       | Ford GT40                  |     |
| 25              | P + 3.0  | 5  | Ford Division             | Richie Ginther Masten Gregory                 | Ford GT40                  |     |
| 26              | P + 3.0  | 6  | Ford Division             | Richard Attwood Jo Schlesser                  | Ford GT40                  |     |
| 27              | P + 3.0  | 9  | Ecurie Francorchamps      | Gérard Langlois van Ophem Jean Blaton         | Ferrari 250LM              |     |
| 28              | GT + 3.0 | 14 | Shelby American           | Innes Ireland Jochen Neerpasch                | Shelby Cobra Daytona Coupe |     |
| 29              | GT + 3.0 | 15 | Shelby American           | Dan Gurney Bob Bondurant                      | Shelby Cobra Daytona Coupe |     |
| 30              | GT 3.0   | 27 | N.A.R.T.                  | Bob Grossman Skip Hudson                      | Ferrari 250 GTO/64         |     |
| 31              | GT 2.0   | 41 | Heinz Schiller            | Joseph Siffert Heinz Schiller                 | Porsche 904 GTS            |     |
| 32              | GT 2.0   | 46 | Wicky Racing Team         | Bernard Collomb André Wicky                   | Lotus Elan                 |     |
| 33              | P 1.3    | 52 | Automobiles Alpine        | Philippe Vidal Jacques Maglia                 | Alpine M63                 |     |
| 34              | P 1.3    | 53 | Automobiles René Bonnet   | Jean-Pierre Beltoise Gérard Laureau           | René Bonnet Djet           |     |
| 35              | P 1.3    | 54 | Automobiles René Bonnet   | Robert Bouharde Jean Vinatier Eric Offenstadt | René Bonnet Aérodjet       |     |
| 36              | GT 1.3   | 56 | Standard Triumph          | Jean-François Piot Alain Bertaut              | Triumph Spitfire           |     |
| 37              | GT 1.3   | 60 | Automobiles René Bonnet   | Philippe Farjon Serge Lelong                  | René Bonnet Djet           |     |
| Nicht gestartet |          |    |                           |                                               |                            |     |
| 38              | P 3.0    | 22 | A.T.S. Francis            | Mário Cabral Teodoro Zeccoli                  | ATS 2500 GT                | 1   |

1 Unfall bei der Anreise

### Nur in der Meldeliste
Hier finden sich Teams, Fahrer und Fahrzeuge, die ursprünglich für das Rennen gemeldet waren, aber aus den unterschiedlichsten Gründen daran nicht teilnahmen.
| Pos. | Klasse   | Nr. | Team                         | Fahrer                           | Chassis          |
| ---- | -------- | --- | ---------------------------- | -------------------------------- | ---------------- |
| 39   | P 2.0    |     | Ian Walker                   |                                  | Lotus Elan 26R   |
| 40   | GT + 3.0 |     | A.C. Cars                    |                                  | AC Cobra Coupe   |
| 41   | P + 3.0  | 1   | Shelby American Inc.         | Dan Gurney Bob Bondurant         | Shelby Cobra     |
| 42   | P + 3.0  | 10  | Köchert                      | Umberto Maglioli Jochen Rindt    | Ferrari 250LM    |
| 43   | GT 2.0   | 43  | Royal Elysées                | René Richard Pierre Gelé         | Lotus Elan       |
| 44   | GT 2.0   | 47  | Equipe Nationale Belge Lotus | Henri Quernette Georges Hacquin  | Lotus Elan       |
| 45   | P 1.3    | 55  | Automobiles René Bonnet      | Jacques Bigrat R. Verdier        | René Bonnet Djet |
| 46   | GT 1.3   | 61  | Automobiles René Bonnet      | Roland Charrière Pierre Monneret | René Bonnet Djet |

### Klassensieger
| Klasse   | Fahrer                  | Fahrer              | Fahrzeug                  | Platzierung im Gesamtklassement |
| -------- | ----------------------- | ------------------- | ------------------------- | ------------------------------- |
| P + 3.0  | Graham Hill             | Joakim Bonnier      | Ferrari 250LM             | Gesamtsieg                      |
| P 2.0    | kein Teilnehmer im Ziel |                     |                           |                                 |
| P 1.3    | Roger Delageneste       | Henry Morrogh       | Alpine M64                | Rang 18                         |
| GT + 3.0 | Dick Protheroe          | John Coundley       | Jaguar E-Type Lightweight | Rang 8                          |
| GT 3.0   | Mike Parkes             | Ludovico Scarfiotti | Ferrari 250 GTO/64        | Rang 3                          |
| GT 2.0   | Andrea Vianini          | Nasif Estéfano      | Porsche 904 GTS           | Rang 5                          |
| GT 1.3   | kein Teilnehmer im Ziel |                     |                           |                                 |

### Renndaten
- Gemeldet: 46
- Gestartet: 37
- Gewertet: 20
- Rennklassen: 7
- Zuschauer: unbekannt
- Wetter am Renntag: warm und trocken
- Streckenlänge: 8,301 km
- Fahrzeit des Siegerteams: 12:00:00,000 Stunden
- Gesamtrunden des Siegerteams: 296
- Gesamtdistanz des Siegerteams: 2448,933 km
- Siegerschnitt: 204,078 km/h
- Pole Position: John Surtees – Ferrari 250LM (# 8) – 2:19,200 = 214,681 km/h
- Schnellste Rennrunde: Graham Hill – Ferrari 250LM (#7) – 2:19,200 = 214,681 km/h
- Rennserie: 10. Lauf zur Sportwagen-Weltmeisterschaft 1964